# Bulbophyllum maijenense
Bulbophyllum maijenense là một loài phong lan thuộc chi Bulbophyllum.